# Evius albiscripta
Evius albiscripta är en fjärilsart som beskrevs av William Schaus 1905. Evius albiscripta ingår i släktet Evius och familjen björnspinnare. Inga underarter finns listade i Catalogue of Life.